# Chile Eboe-Osuji
Chile Eboe-Osuji (Imo, 2 de septiembre de 1962) es un juez de la Corte Penal Internacional, La Haya desde marzo de 2012 y fue elegido Presidente el 11 de marzo de 2018. Su elección a la Presidencia de la Corte Penal Internacional es por un período de tres años. Fue asesor jurídico del Alto Comisionado de las Naciones Unidas para los Derechos Humanos.

## Trayectoria
Eboe-Osuji fue llamado al Colegio de Abogados de Nigeria en 1986 y practicó brevemente allí. Después de obtener su título de maestría en leyes de McGill en 1991, trabajó como abogado en Canadá, y fue llamado al Colegio de Abogados de Ontario y de Columbia Británica en 1993.
De 1997 a 2005, Eboe-Osuji trabajó en el Tribunal Penal Internacional para Ruanda como abogado de la fiscalía y oficial jurídico superior de los jueces del tribunal. De 2005 a 2007, trabajó en Canadá como abogado y profesor de derecho. Trabajó para el Tribunal Especial para Sierra Leona como abogado principal de apelaciones de la fiscalía en 2007/08 y regresó al TPIR de 2008 a 2010 como Jefe de Salas, se convirtió en Asesor Jurídico del Alto Comisionado de las Naciones Unidas para los Derechos Humanos, Navi Pillay en 2010. y tuvo un nombramiento cruzado como principal abogado de apelación de la fiscalía en el Tribunal Especial para Sierra Leona, en el caso de Charles Taylor, el expresidente de Liberia. Es autor de dos libros y numerosos artículos de revistas de derecho internacional.

## Miembro de la Corte Penal Internacional
El 16 de diciembre de 2011, Eboe-Osuji fue elegido como juez de la Corte Penal Internacional. Ganó el cargo en la decimoquinta votación en la Asamblea de los Estados Partes. Tomó posesión el 11 de marzo de 2012. Desde septiembre de 2013, Eboe-Osuji, junto con la jueza Olga Venecia Herrera Carbuccia y Robert Fremr, presidió el juicio contra el vicepresidente William Ruto de Kenia, quien fue acusado de avivar una ola de asesinatos con fines de lucro política después de las elecciones del país en 2007.
Al principio, advirtió a los medios y blogueros kenianos que cualquiera que revelara la identidad de un testigo protegido en el juicio de Ruto podría ser culpable de desacato al tribunal; El fiscal principal de la CPI, Fatou Bensouda, se había quejado previamente de que algunos testigos estaban siendo intimidados en Kenia, algunos de los cuales se retiraron del caso..
Siguiendo la solicitud de Eboe-Osuji, la Presidencia de la CPI decidió reconstituir la Sala de Primera Instancia V en el juicio contra Uhuru Muigai Kenyatta y reemplazarlo con el juez Geoffrey Henderson a principios de 2014. Sin embargo, Eboe-Osuji sigue siendo el Juez Presidente en el Juicio La Cámara V (a) que sigue escuchando el caso contra Ruto y el exlocutor de Kass FM, Joshua Sang. En abril de 2014, su cámara emitió citaciones para varios testigos de la fiscalía que ya no están dispuestos a declarar en el caso. Poco después, Eboe-Osuji habló con el gobierno de Kenia por haber recurrido al principio de soberanía "en cada oportunidad que sea conveniente, con el objetivo evidente de asustar a los jueces".